# 네슬레
네슬레(프랑스어: Nestlé)는 스위스에 본사를 두고 있는 전세계 1위 식품 기업이다. 대한민국에서는 네슬레퓨어라이프를 풀무원샘물(주)에서 생산하고 판매하고 있다. 2014년 이후로 소득 및 기타 통계치의 측정에 따르면 세계 최대의 음식 회사이다. 2017년에 포춘 글로벌 500에서 64위를, 2016년 포브스 글로벌 2000 최대 공개 기업 목록에서 33위를 기록했다.
네슬레의 제품에는 영유아식, 의료 식품, 물병, 아침식사 시리얼, 커피, 차, 과자류, 유제품, 아이스크림, 냉동식품, 애완동물 음식, 스낵 등이 포함된다.
네슬레는 1866년 조지와 찰스 페이지 형제가 설립한 앵글로 스위스 밀크 컴퍼니와 1866년 헨리 네슬레가 설립한 Farine Lactée Henri Nestlé가 1905년 합병하면서 설립되었다. 이 기업은 제1차 세계 대전 중에 상당한 성장을 이뤘으며 제2차 세계 대전이 잇따르자 또다시 초기 연유와 조제분유 제품을 넘어 조달 제품을 확대하였다. 1950년에 Crosse & Blackwell, 1963년에 Findus, 1971년에 Libby's, 1988년에 Rowntree Mackintosh, 1998년에 Klim, 2007년에 Gerber 등 수많은 회사 인수를 단행하였다.

## 대한민국의 네슬레
롯데네슬레 전신인 한서식품을 통해 1979년 3월에 설립하였는데 쌍용그룹이 1978년과 1979년 해당 기업(네슬레)이 한국에 상륙할 당시 합작상대 물망에 한때 거론됐었다. 그 당시에 한국농어촌공사와 합작을 하였다. 1979년 4월에 청주 제3공단 내 있는 공장을 착공을 하여. 1981년 9월에 준공을 하여. 1981년 10월에 청주공장에 쎄레락전용공장 1987년에 두산그룹의 스위스 네슬레S.A. 합작으로 한국네슬레 설립 1988년에 한서식품이 네슬레식품 사명변경. 1993년에 네슬레식품와 합병. 1996년에 두산그룹이 지분을 매각을 하였다. 2014년 6월에
롯데푸드와 스위스 네슬레 S.A. 새로 합작을 하여 롯데네슬레코리아로 사명변경을 하였다. 2022년에 롯데푸드 계열사 롯데네슬레코리아가 롯데제과에 합병을 하였다.

## 갤러리

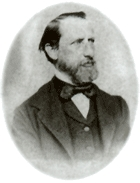
네슬레 창립자인 앙리 네슬레
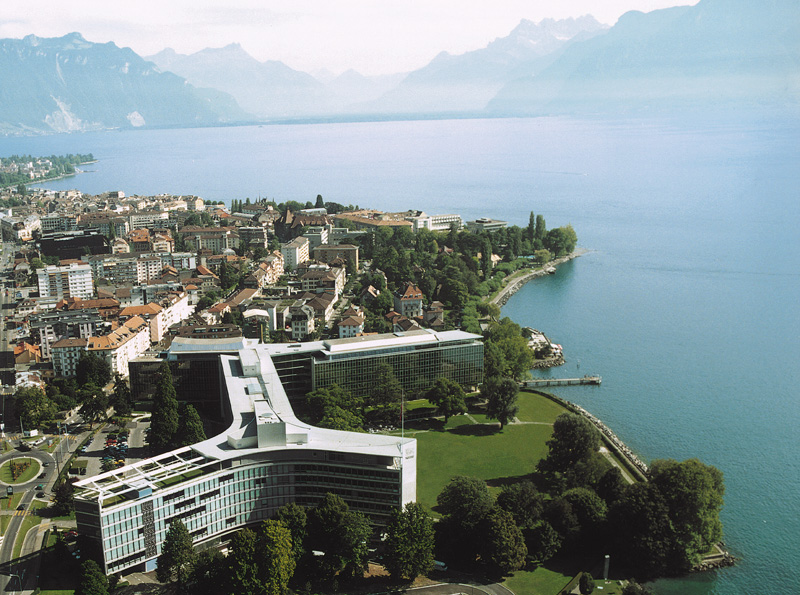
스위스 네슬레 본사
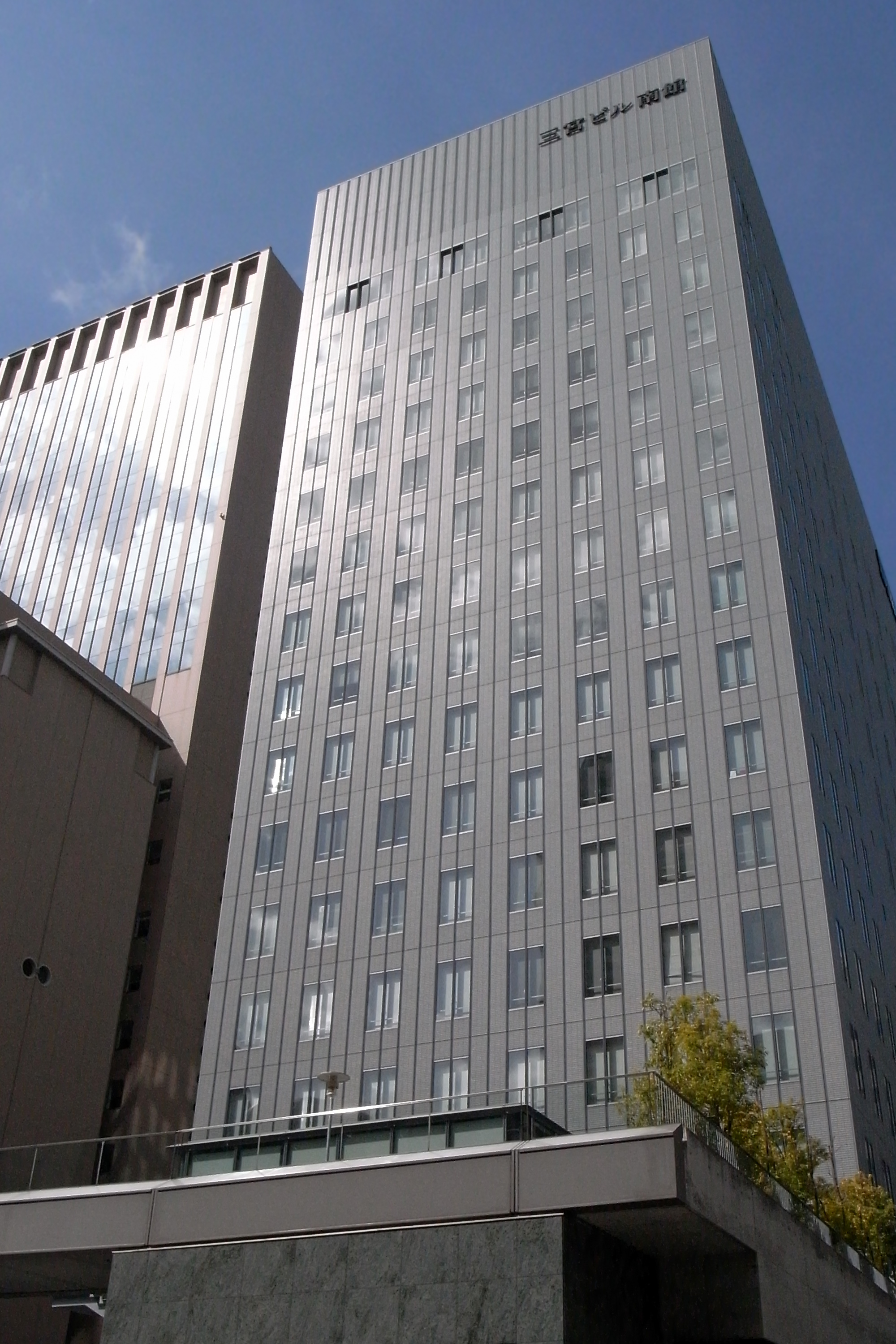
일본 네슬레 본사
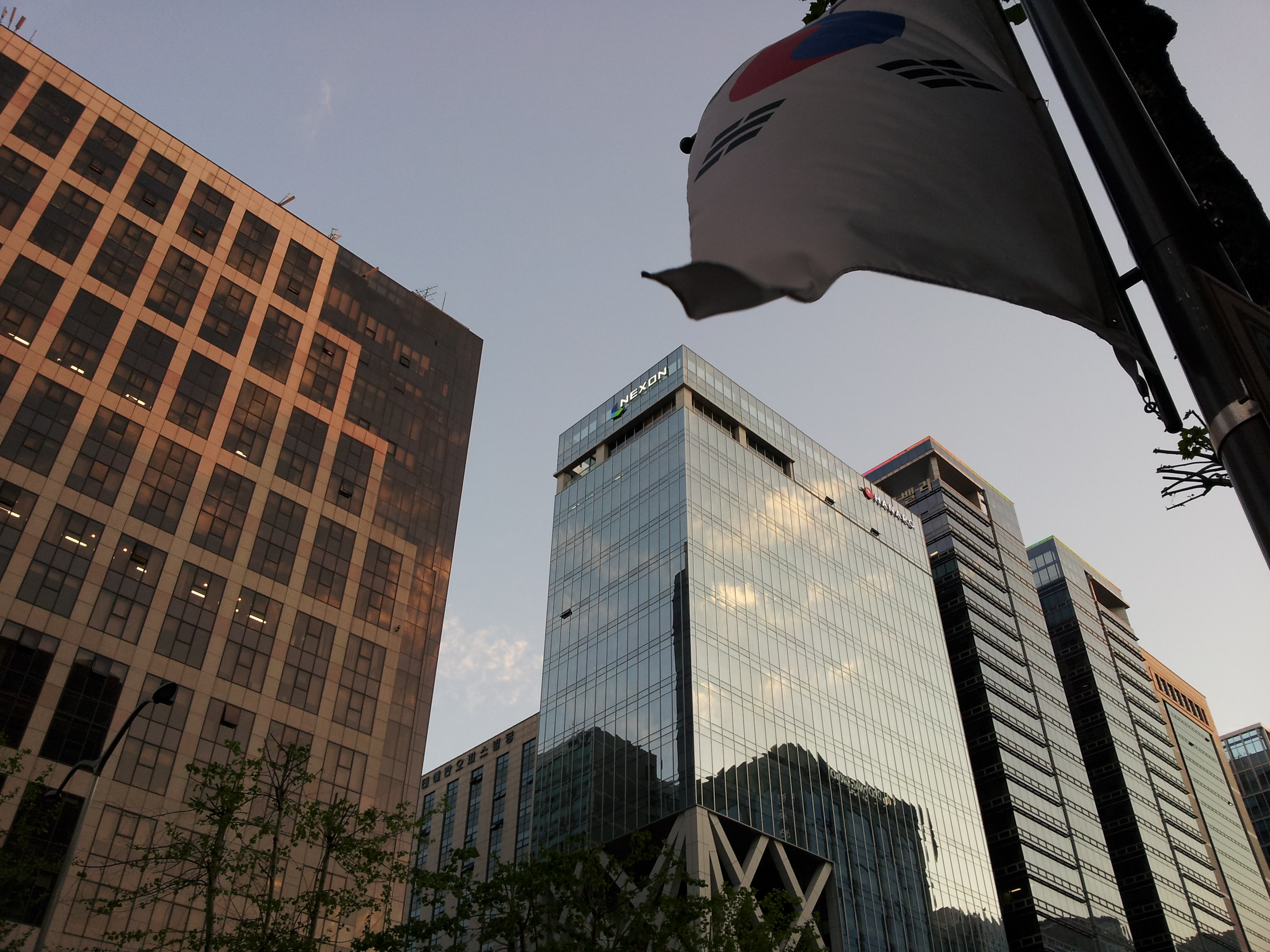
대한민국 네슬레 본사
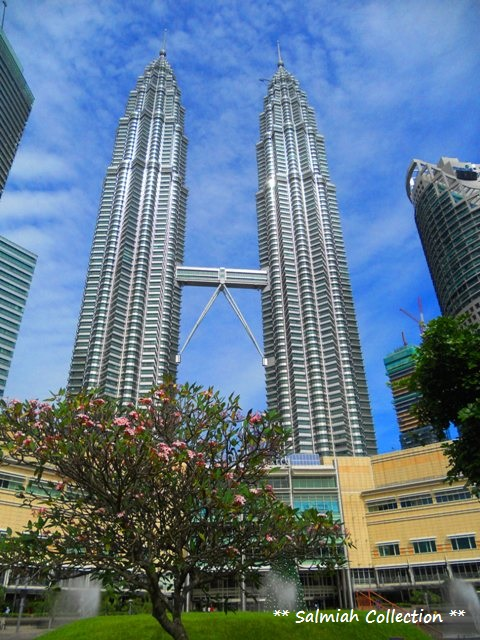
말레이시아 네슬레 본사
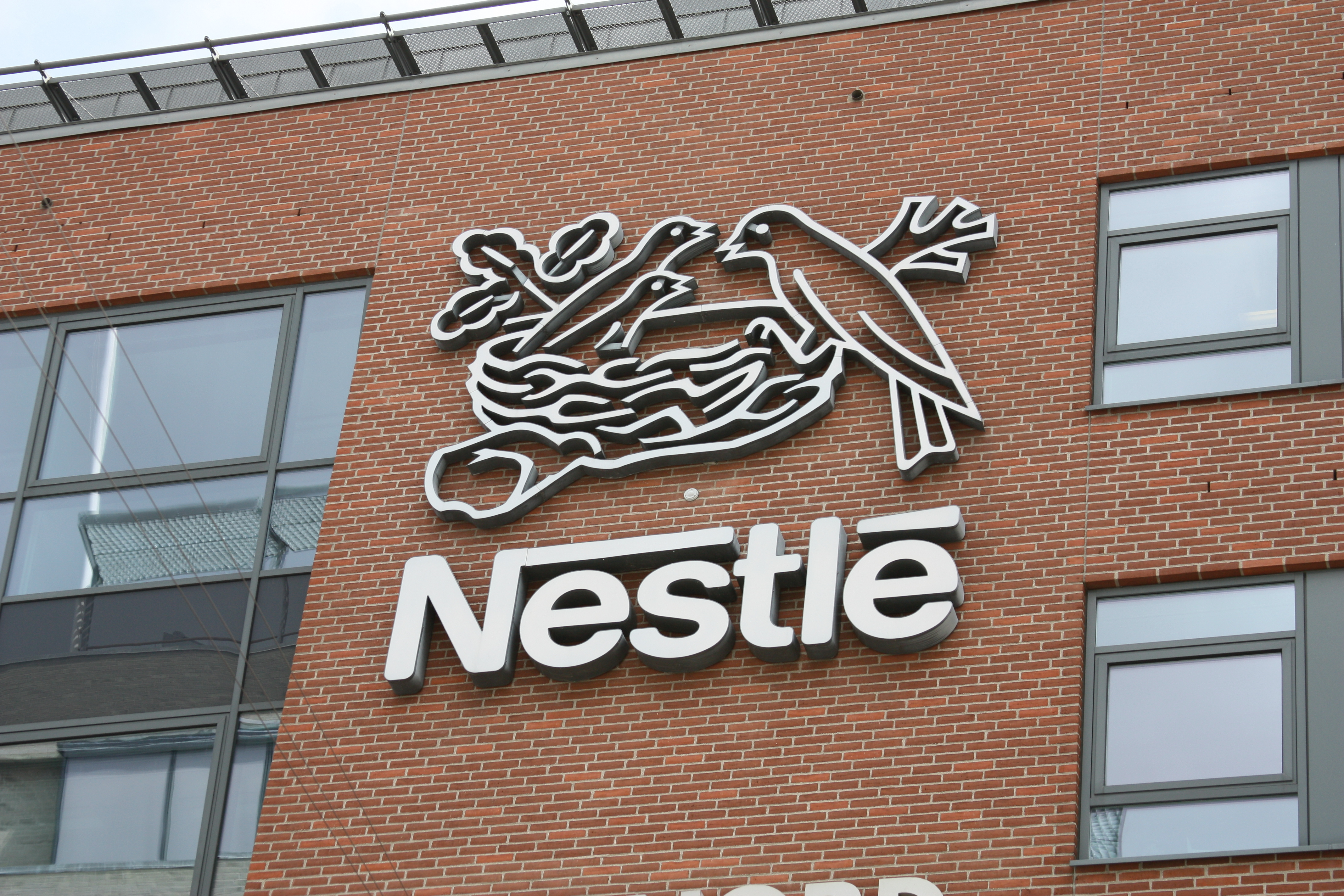
2009년 코펜하겐에 있는 네슬레
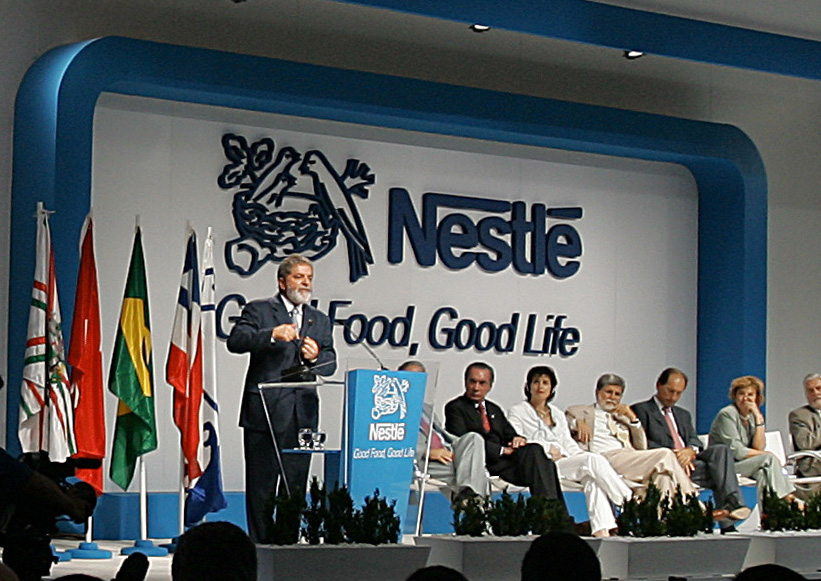
2007년 2월 룰라 다 시우바 브라질 대통령 뒤에 보이는 네슬레 로고.

## 같이 보기
- 다논
- 페레로 (기업)
- 허쉬 (기업)
- 켈로그 (기업)
- 크래프트 하인즈
- 몬덜리즈 인터내셔널
- 펩시코
- 유니레버